# Przedrzeźniacz rudy
Przedrzeźniacz rudy (Toxostoma rufum) – gatunek średniej wielkości ptaka z rodziny przedrzeźniaczy (Mimidae).

## Systematyka
Wyróżniono dwa podgatunki T. rufum:
- Toxostoma rufum rufum – południowo-wschodnia Kanada do południowo-wschodnich USA;
- Toxostoma rufum longicauda – południowo-środkowa Kanada do południowych USA.

## Morfologia
Długość ciała około 29 cm. Wierzch ciała rdzawy; na skrzydłach widać dwa kremowe paski. Maska szarobrązowa; spód ciała z płowym odcieniem i gęstymi, ciemnymi kreskami. Tęczówki żółte do pomarańczowych. Dziób lekko zakrzywiony, ciemny, z jasną nasadą żuchwy.

## Zasięg, środowisko
Suche zarośla, zakrzaczone pastwiska, na południe od środkowo-wschodniej i środkowej części Ameryki Północnej. Zimuje w południowo-środkowej, południowo-wschodniej i wschodniej części USA.

## Zachowanie
Żywi się głównie owadami i innymi stawonogami, zjada też owoce, nasiona i orzechy. Zazwyczaj żeruje na ziemi. Przewraca dziobem warstwę opadłych liści w poszukiwaniu owadów.
Gniazdo zwykle nisko na drzewie lub w ciernistym krzewie, sporadycznie na ziemi. Budują je oba ptaki z pary, a materiałem budulcowym są gałązki, martwe liście, cienkie kawałki kory, łodygi traw i oczyszczone z piasku korzonki. W zniesieniu 2–6 jaj. Ich inkubacja trwa 10–14 dni. Młode są w pełni opierzone po 9–13 dniach od wyklucia.

## Status
IUCN uznaje przedrzeźniacza rudego za gatunek najmniejszej troski (LC, Least Concern) nieprzerwanie od 1988 (stan w 2025). W 2020 organizacja Partners in Flight szacowała liczebność populacji lęgowej na 6,2 miliona osobników. Trend liczebności populacji uznawany jest za spadkowy.

## Ciekawostki
Ptak był oficjalną maskotką klubu hokejowego Atlanta Thrashers (oficj. ang. Brown Thrasher), w latach 1999–2011 występującego w lidze NHL.